# Eugène de Malbos
Pour les articles homonymes, voir Bastide.
Eugène de Malbos, né le 21 août 1811 aux Vans (Ardèche) et mort le 29 mai 1858 à Toulouse (Haute-Garonne), est un peintre et lithographe français.
Il est surtout connu pour ses dessins des Pyrénées et du Toulousain, tirés en lithographie par « Constantin à Toulouse », conservés en partie au musée Paul-Dupuy à Toulouse. Artiste pyrénéiste, ses autres œuvres, notamment sur le Vivarais, sont moins connues.

## Biographie

### Naissance
Louis Aimé Eugène Bastide de Malbos naît le 21 août 1811 dans l’hôtel particulier de la famille de sa mère aux Vans ; il est le fils de Jules Bastide de Malbos (1782-1867), savant géologue, anobli par Louis XVIII et de Julie de Lahondès Lafigère, née protestante, en 1783. Il est baptisé le 22 août, son parrain est Jacques Lahondès de Lafigère son oncle, et sa marraine sa grand-mère Marguerite Aubert de La Mogère la veuve de Louis Bastide de Malbos qui périt dans la prison de Pont-Saint-Esprit, étranglé par les révolutionnaires pour sa participation aux camps de Jalès.

### Enfance, adolescence et mariage
L'enfance d'Eugène de Malbos se passe à Berrias en Ardèche. Le Vivarais et sa famille imprègnent son esprit. Julie de (Lahondès Lafigère) Malbos « inspire à ses fils le goût des arts, et leur donne l'exemple d'une admiration prompte à s'exalter devant les beautés de la nature », écrit le cardinal de Cabrières. Son père le géologue, décrit avec enthousiasme la nature dans ses œuvres scientifiques. Lors de ses promenades, il taille des bâtons en canne, sur lesquels il grave mille et un petits poèmes.
Eugène fait des études secondaires au lycée de Tournon. Son grand oncle, Augustin Besqueut, ancien député de la Haute-Loire au corps législatif et maire du Puy le destine à l'École des Mines de Saint-Étienne. Mais il poursuit une licence en droit dès 1832 à faculté de droit de Toulouse, parce qu’il est accueilli à Caraman, en Lauragais, 28 km à l’est de Toulouse par sa tante Sylvestre de Pagès-Bannières épouse de César de Toutoulon.
Il épouse le 30 janvier 1843, à Toulouse, Louise de Carayon Talpayrac, fille de Jean Jacques Philippe et de Thérèse Philippine Jeanne Adèle Cassaing.

### Artiste
Le ménage Eugène et Louise habite à Toulouse, au 22 grande-rue Nazareth, où Eugène a établi son atelier au fond de la deuxième cour et à Caraman.
Eugène est l'élève et l'ami du peintre toulousain Joseph Latour. Celui-ci est né à Noé en Haute-Garonne, le 8 avril 1807, il est donc l'aîné d'Eugène de seulement quatre ans, il enseigne le dessin à l'école de Feuillants, tenue par les Dames de Saint-Maur, et très vite son atelier de la place des Carmes est fréquenté par la jeune aristocratie toulousaine. Eugène Fil, Maxime Lalanne, Charles de Saint Félix, son cousin Jules de Lahondès sont les condisciples de Malbos chez Latour. Eugène de Malbos publie avec son ami Gustave de Clausade : Un voyage d'artiste. Guide dans les Pyrénées par deux amis (Dagalier, Toulouse 1835). Gustave de Clausade est né le 25 août 1815 à Rabastens (Tarn) et meurt à Toulouse le 29 juillet 1889 ; il est avocat à la cour de Toulouse. Dans cette plaquette ils évoquent avec lyrisme les paysages de Bagnères-de-Bigorre à Saint-Béat, qu'ils ont parcourus l'été précédent.
Sur la plupart de ses dessins l'artiste note la date et le lieu. Les plus anciens sont de 1827, mais ils ne s'échelonnent de manière suivie qu'à partir de 1836. Ils permettent alors de reconstituer les courses qu'il effectue chaque année, de mars ou plus souvent avril-mai jusqu'à la fin de novembre. Par exemple, soixante-treize dessins, pour l’année 1841. Ils révèlent une grande mobilité, alors que les moyens de transport sont encore très limités.
Il campe des châteaux en ruine, d'autres non, des églises à chevets romans, clochers murs, ou clochers baroques. Puis ce sont des maisons sur piles, les cascades et les ponts qu'il affectionne. Les dessins sont souvent rehaussés de crayon blanc, de gouache blanche ou des ocres, sur un papier à dessin normal ou sur un fond bistre.
De nombreux dessins sont conservés au musée Paul-Dupuy à Toulouse. Le musée Paul-Dupuy a édité des cartes postales de ces dessins. D’autres éditeurs entre les deux guerres et dans les années 1960 avaient édité des cartes à partir des lithographies toulousaines ou ariégeoises.
Par son maître et ami Joseph Latour, Eugène est associé au courant de rénovation du paysage qui trouvera son aboutissement avec l'école de 1830/école de Barbizon,.

### Art de la lithographie
De nombreux dessins sont ensuite transformés en lithographies originales, c'est-à-dire que l'artiste est à la fois l'auteur du dessin et le lithographe, et publiés pour la plupart chez Constantin à Toulouse. L'estampe est l'exact reflet du dessin : même dimension, même contraste ; il réussit, malgré l'inconvénient de la monochromie à donner l'illusion de la couleur. Les premiers plans sont parfois modifiés, pour devenir plus conventionnels, peut-être plus commerciaux. « Certaines lithographies du dessinateur, nous dit Marguerite Gaston, ont quelque chose des dessins orientaux. Sa planche des Eaux-Bonnes ressemble à certaines estampes japonaises avec ses plans étagés verticalement. Le crayon de Malbos, dans ses lithographies, reste très souple. Le grain de la pierre donne des ombres douces et des passages onctueux ».
Il publie, en premier non daté, un album, Croquis d'un élève de M. Latour, chez Constantin à Toulouse, 22 planches 48 × 33 cm dessinées en 1825 et 1830. Toujours chez Constantin, un album de 15 planches Une visite au bon roy Henry, suivie d'une excursion au Guispuscoa, par Bayonne est publié en 1843. Le texte est de Gustave de Clausade. Il publie encore, non daté, en album, Les plus beaux sites des Pyrénées, édité par Dufour à Tarbes, et Frick imprimeur à Paris. Sur 29 planches, 13 sont d'Eugène et 16 sont de Maxime Lalanne. Enfin en 1859, un an après son décès, est publié l'ouvrage de Frédéric Soutras Les Pyrénées romantiques, qui contient 9 lithographies d’Eugène de Malbos, à côté de celles de Maxime Lalanne (14) et 3 de Seguin et Deroy. Dans Le Routier des Frontières Méridionales se retrouvent plusieurs autres lithographies signées ou non. En 1842, il illustre des mélodies publiées chez Constantin, par exemple : Monte dans ta nacelle - Barcarolle à 2 voix, paroles de Théobald d'Escouloubre, musique de Philippe de Bray, dédiée à Mme H de Cantalauze ; la lithographie représente un château en ruine avec à ses pieds une barque et son nautonier. Certaines lithos sont intitulées : Souvenir d'Ardèche, une composition dans laquelle se trouvent réunis le château de Largentière et le pont de Jaujac ; Souvenir des Alpes en 1838, Souvenir du Grésivaudan, où plusieurs sujets sont ainsi regroupés, peut être d'une façon un peu naïve, sur la même planche. Quelques lithos individuelles, œuvres de jeunesse, comme celle de Berrias (Ardèche), ou à usage domestique comme celle du château de Riveneuve en Ariège, complètent cette production. Louise, son épouse fait aussi de la lithographie mais d'une manière plus simple comme celle de maisons des Pyrénées faites avant son mariage en 1839, puis en 1842.
De son côté Louise, son épouse signe « LC », en 1839 et 1842 deux lithographies avant son mariage, ainsi que deux dessins du Pont de Mauléon, du château de Calviac et du Pont d'Arc en 1849.

### Peintre
Eugène remporte une Mention honorable à l'Exposition des beaux-arts et de l'industrie à Toulouse de 1850 pour une vue du château de Vogüé en Ardèche et une autre du Château de Ventadour. Il peint, en 1857 l'année précédant sa mort, de grands tableaux qui représentent son Vivarais natal. La chaussée des géants à Thueyts, les gorges du Chassezac, et Malbosc et huit tableaux (180 × 80 cm), dont l'identification des lieux n'est pas donnée, ce sont des cascades des Pyrénées, le Pont-de-Scia, et le Pont-d'Espagne à Gavarnie, ainsi que la cascade des Demoiselles où le château de Largentière en Vivarais, sur une cascade pyrénéenne dont 2 sont exposés à l'Exposition des beaux-arts et de l'industrie à Toulouse de 1858. Charles Valette relèva à cette occasion : « M. de Malbos, élève de M. Latour, a laissé deux toiles, œuvre de ses derniers jours. Il ne jouira pas de son succès, et les espérances fondées sur un talent qui se révélait avec un éclat et une perfection remarquables, sont perdues pour jamais. ».
Eugène de Malbos est vraiment allé sur les sites qu'il a dessinés, contrairement à beaucoup d'artistes, et d'autres « ... ces écrivains, qui sans doute ont fait le voyage dans leur cabinet ». En revanche ses tableaux sont manifestement exécutés en atelier d'après ses dessins ou ses lithographies ; une peinture du château de Bouzols en Velay, est faite d'après une lithographie de Deroy, éditée par Ch. Motte, dans la série des bords de la Loire. Il peint au hasard des propriétés où il est reçu le château des Sales à Thorens (Haute Savoie), celui de Mancie dans la Haute-Garonne. Le château de Potelière dans le Gard est peint d'après son croquis de 1850. Il peint le plus souvent sur toile, sur carton, sur tôle et même sur marbre en guise de presse-papiers. Il peint aussi de petites gouaches qui sont, elles aussi, des reprises de ses dessins.
En 1852 il est membre de la section Ecole des Beaux-Arts et des Sciences industrielles au sein du Bureau des sciences et des arts de Toulouse en compagnie de Jean Suau, André Denat, Fernand de Rességuier, François Virebent.

### Décès
« Jusqu'au seuil de la tombe, Eugène garde ce caractère jovial ». Sa sœur Françoise, religieuse de l’Assomption, écrit en 1858 : « Je sens cette âme, et il me semble qu'elle est déjà séparée de la terre, où sa voix ne se fait plus entendre (paralysie de la gorge)… notre pauvre Eugène conserve toujours son caractère de gaieté, lorsque ses douleurs le lui permettent, il rit encore. »
Eugène de Malbos meurt à Toulouse, rue du Canard, à 46 ans, le 29 mai 1858, du cancer à la langue des peintres (qui sucent leur pinceau), après avoir été opéré à Paris, l'année précédente, par le chirurgien Alfred Velpeau.
Après sa mort un vitrail (réalisés entre 1866 à 1878) fut offert à l'église du Gesù de Toulouse portant ses armoiries : l'apparition de Jésus ressuscité à l’apôtre saint Thomas.

### Signature
Eugène de Malbos signe généralement E. de Mal., signature à ne pas confondre avec E. Malbos qui est celle d'Ernest Malbos (1885-1960), peintre et aquarelliste uzégeois dont des œuvres sont conservés au Musée d'Uzès.

## Lithographies

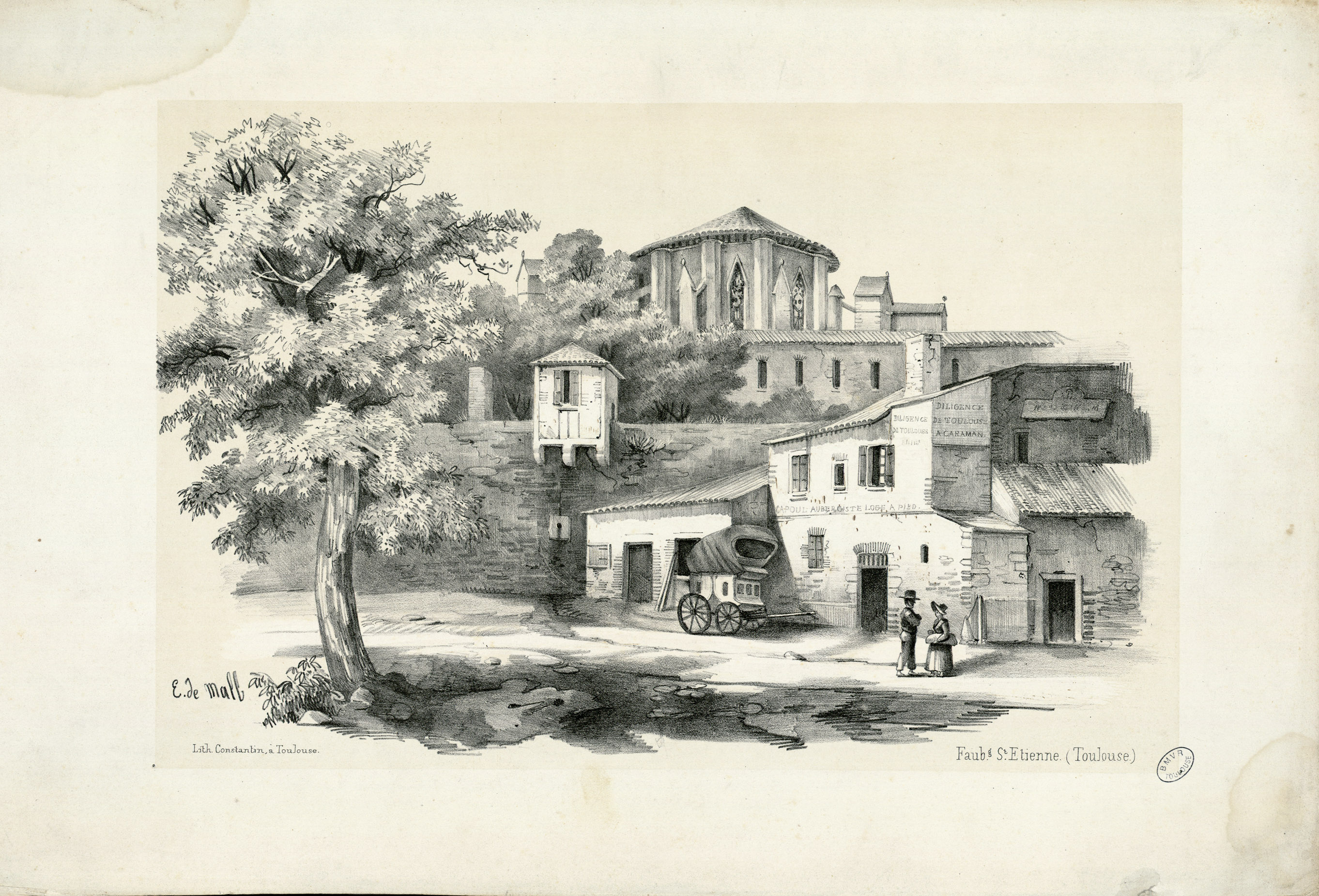
Le faubourg Saint-Étienne à Toulouse. Sur le relais de poste on peut lire DILIGENCE DE TOULOUSE A CARAMAN
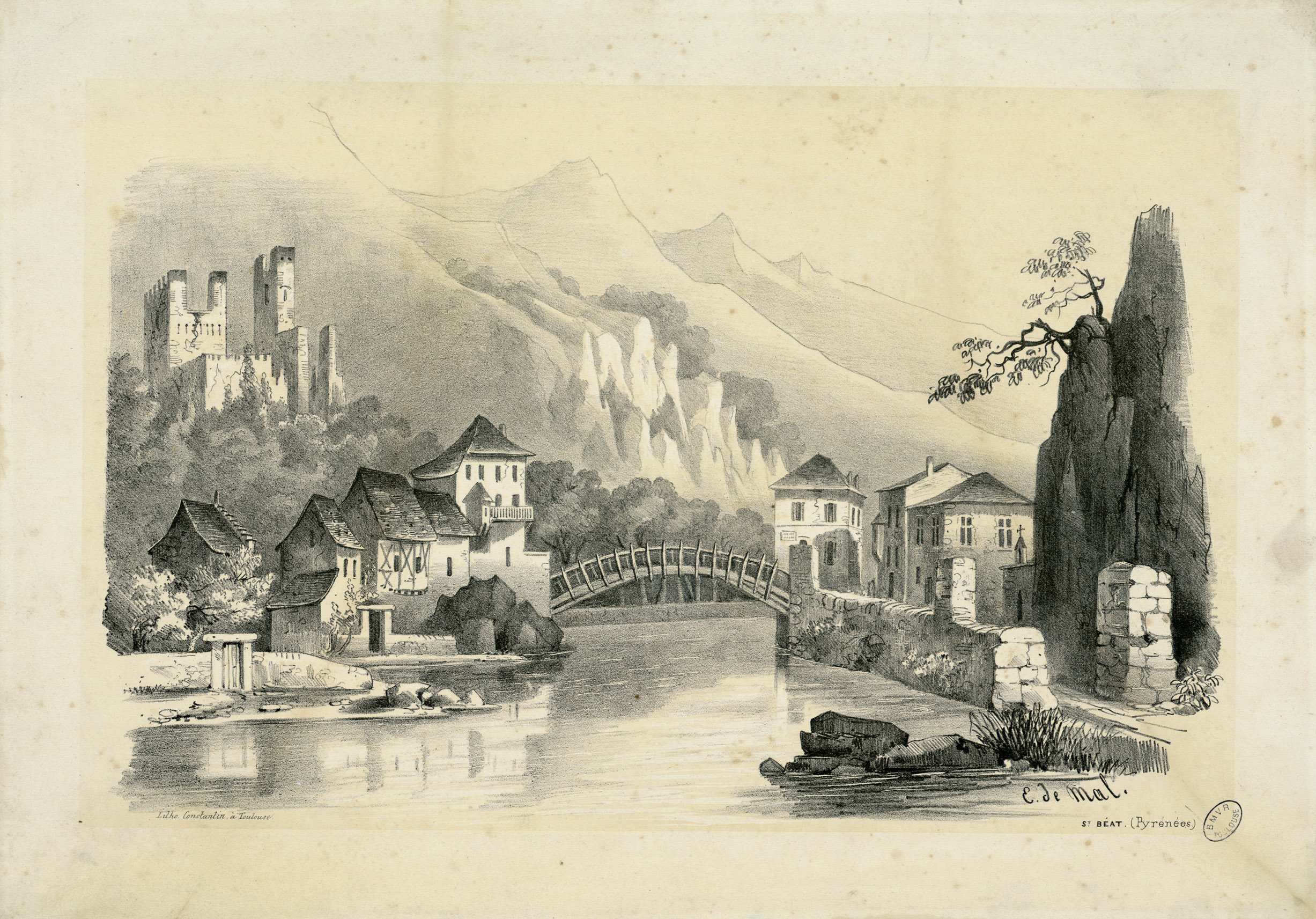
St. Béat (Pyrénées)
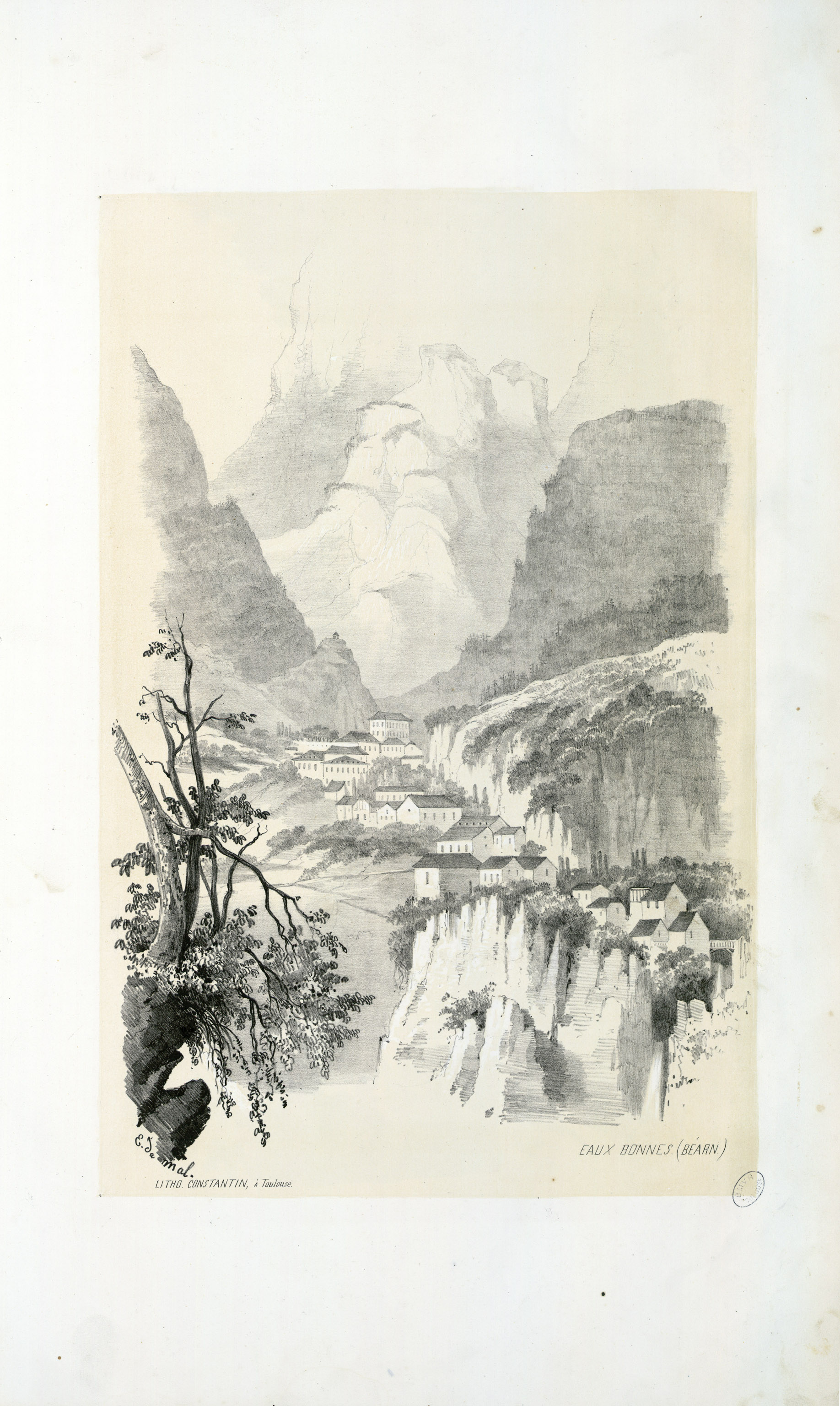
Eaux Bonnes (Béarn)
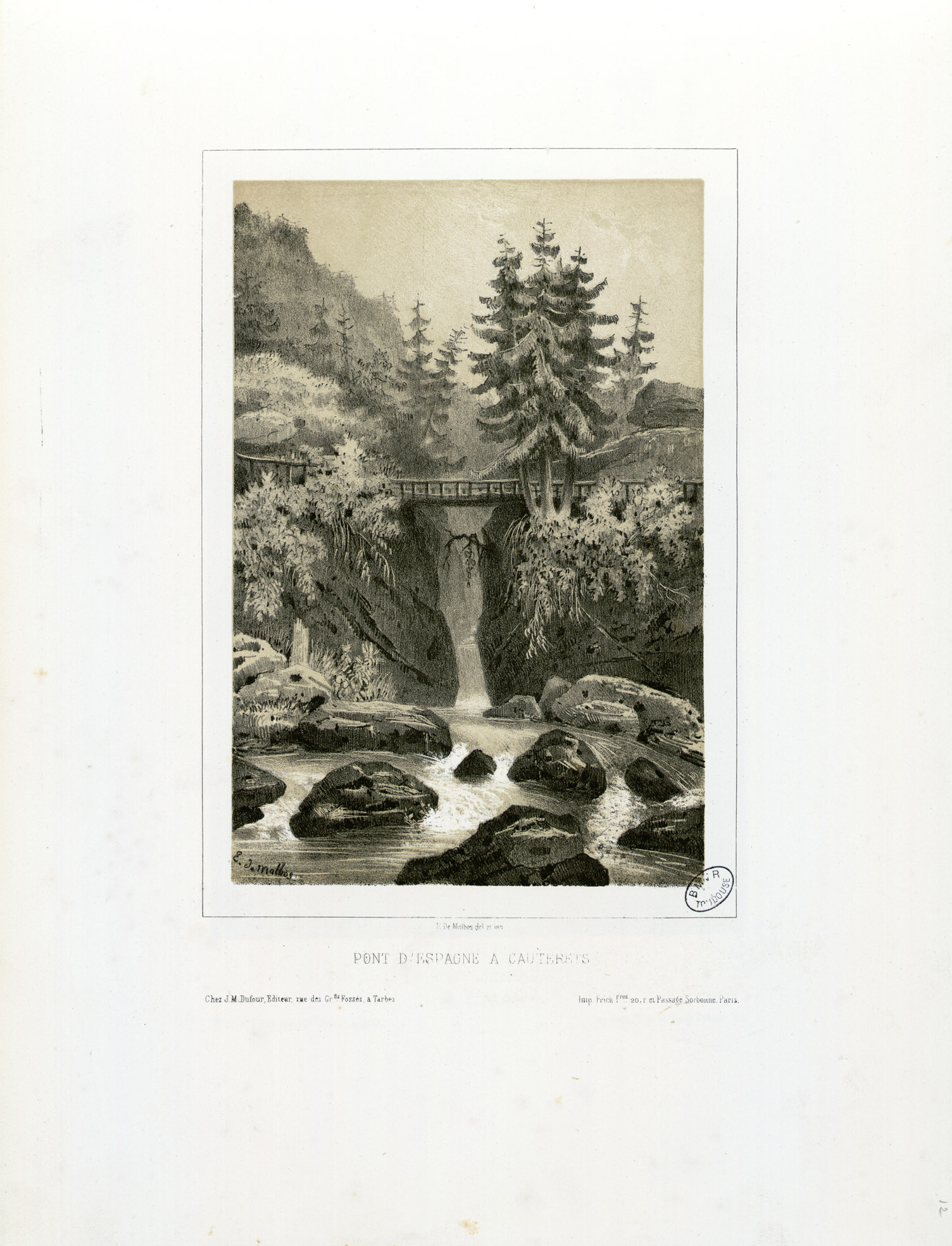
Pont d'Espagne à Cauterets
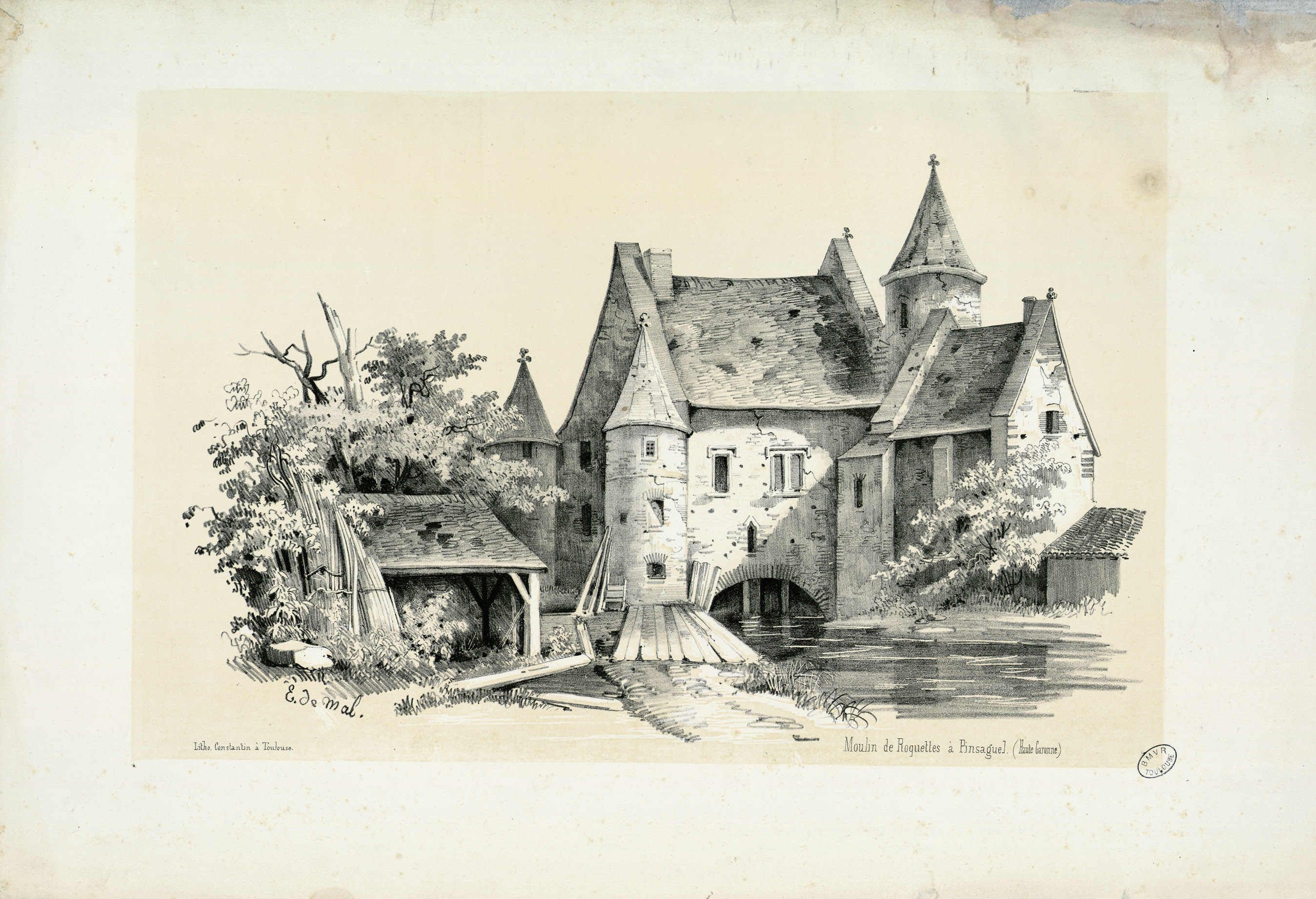
Moulin de Roquettes (Haute Garonne)
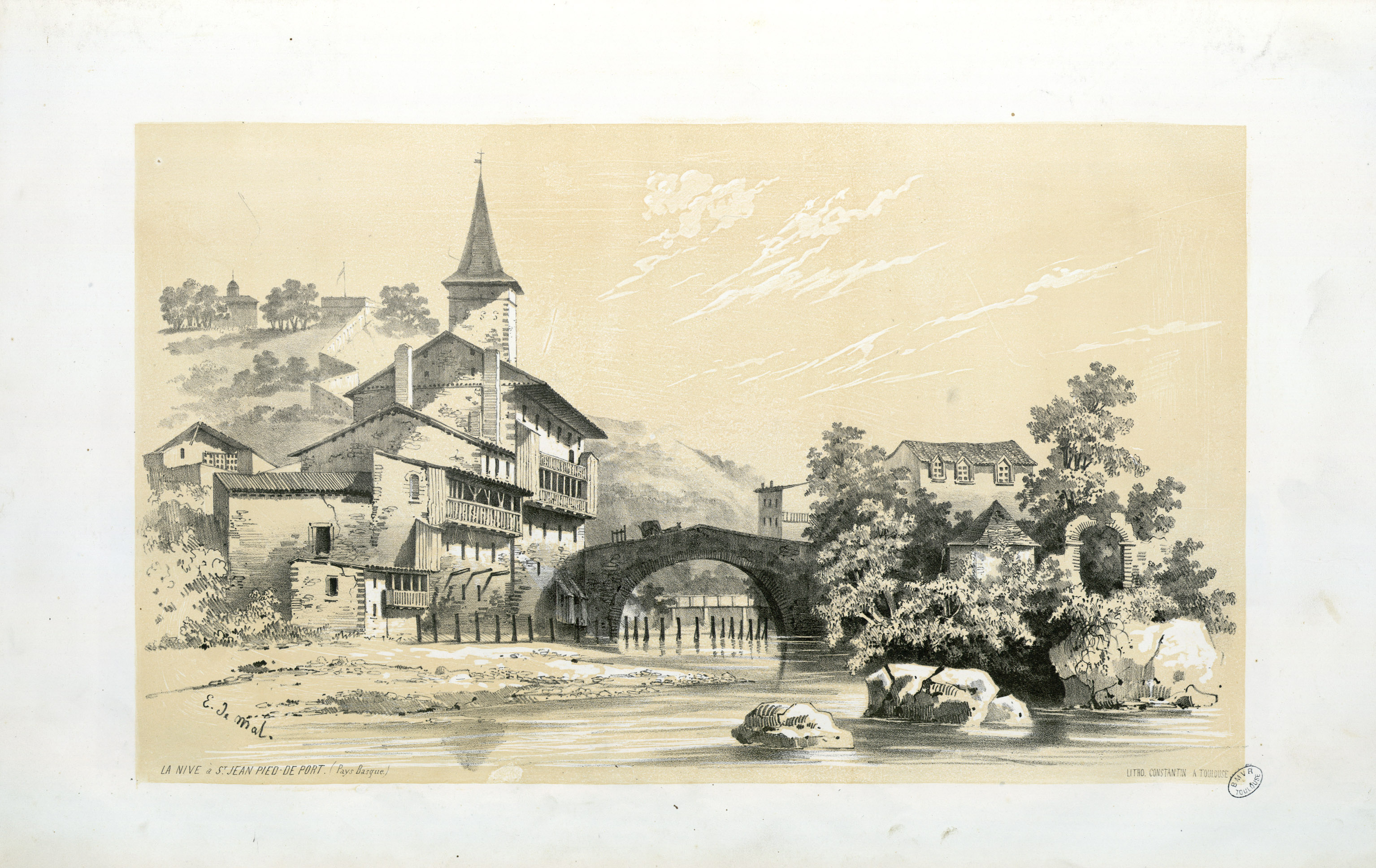
La Nive à St Jean-Pied-de-Port (Pays basque)
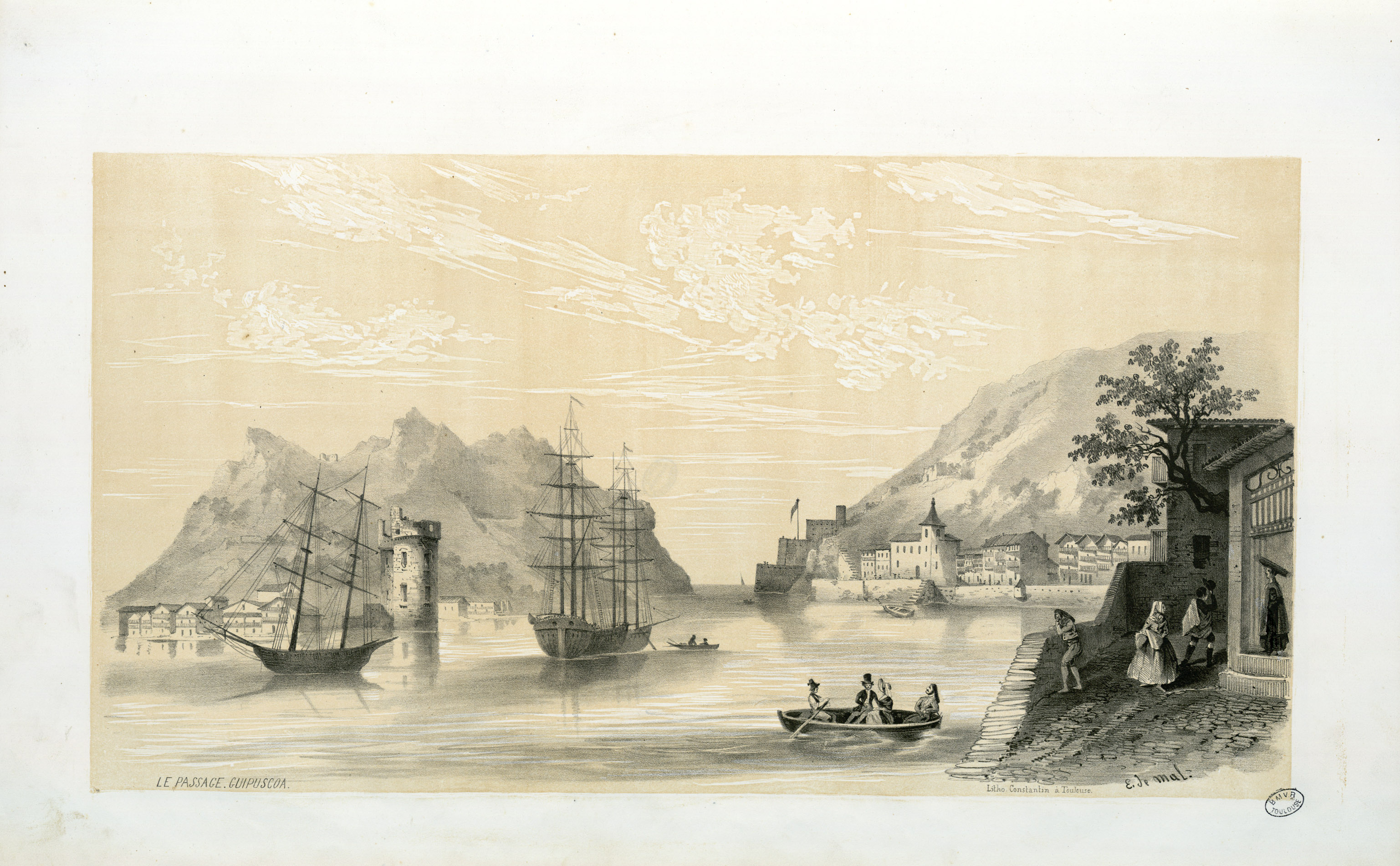
Le passage - Guipuscoa

## Publications
- Gustave de Clausade et Eugène de Malbos, Un voyage d'artiste : Guide dans les Pyrénées par deux amis, Toulouse, Dagalier, 1835 (lire en ligne)
- Croquis d'un élève de M. Latour, chez Constantin à Toulouse, non daté, 22 planches 48 x 33 dessinées en 1825 et 1830
- texte de Gustave de Clausade et dessins d'Eugène de Malbos, Une visite au bon roy Henry : suivie d'une excursion en Guispuscoa, par Bayonne, Toulouse, Constantin, 1843, sur Europeana (lire en ligne), album de 15 planches
- Maxime Lalanne et Eugène de Malbos, Les plus beaux sites des Pyrénées : dessinés et lithographiés par Maxime Lalanne et Eugène de Malbos, Tarbes, Dufour, 18.. (lire en ligne). Sur 29 planches 13 sont d'Eugène de Malbos et 16 sont de Maxime Lalanne
- Les Pyrénées romantiques par Frédéric Soutras contient 9 lithos d’Eugène de Malbos, à côté de celles de Maxime Lalanne (14) et 3 de Seguin et Deroy
- Le Routier des Frontières Méridionales se retrouvent plusieurs autres lithos signées ou non
- Guide-album aux eaux des Pyrénées : Vallées du Lavedan. Argelès, Castelloubon, Saint Savin, Azun, Gazost, Cauterets par Joseph-Bernard Abadie contient 16 lithographies en couleurs et en camaieu d'Eugène de Malbos, à côté de celles de Maxime Lalanne et Joseph-Bernard Abadie

Publications
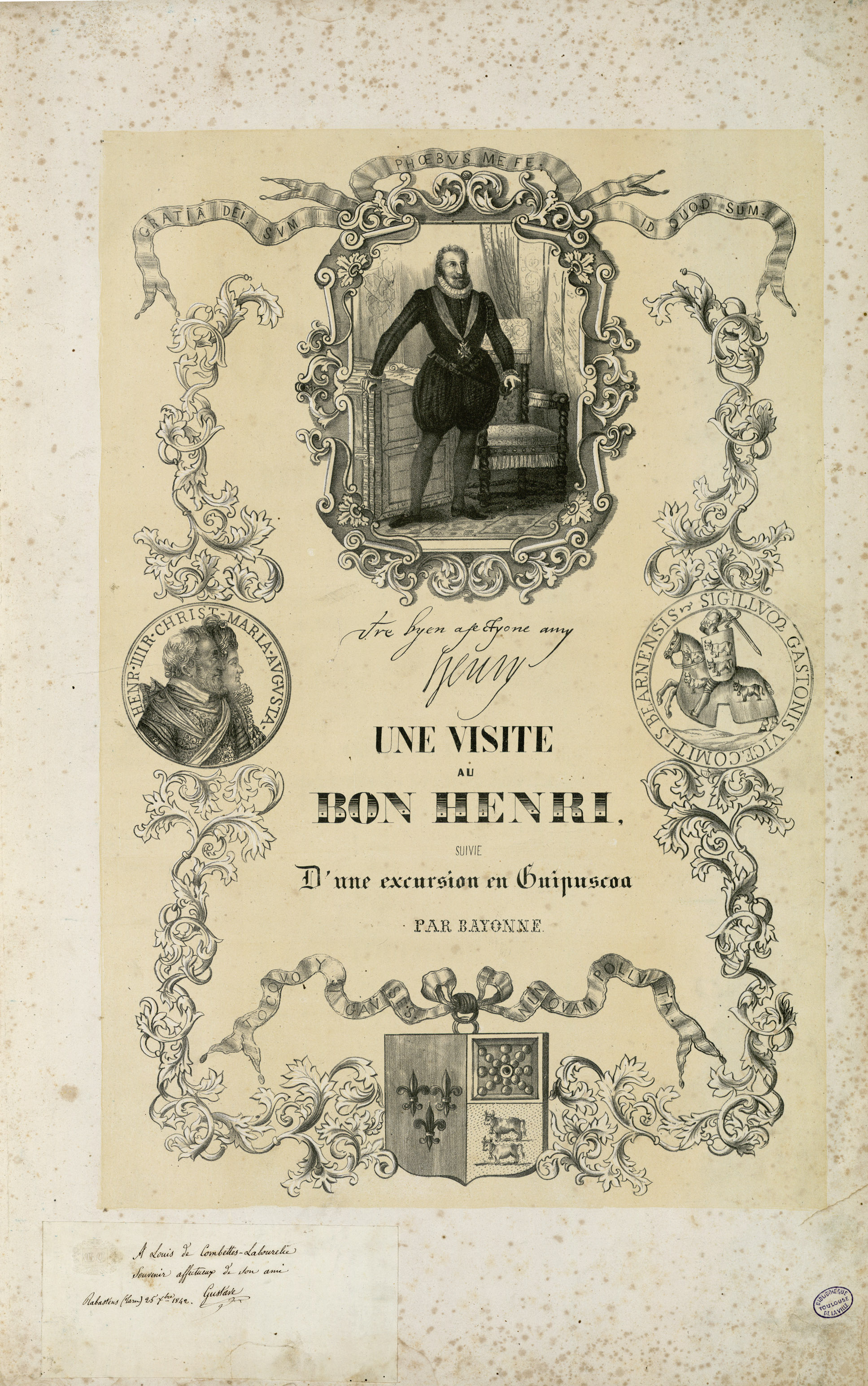
Une visite au bon Henri, suivie d'une excursion en Guipuscon par Bayonne.
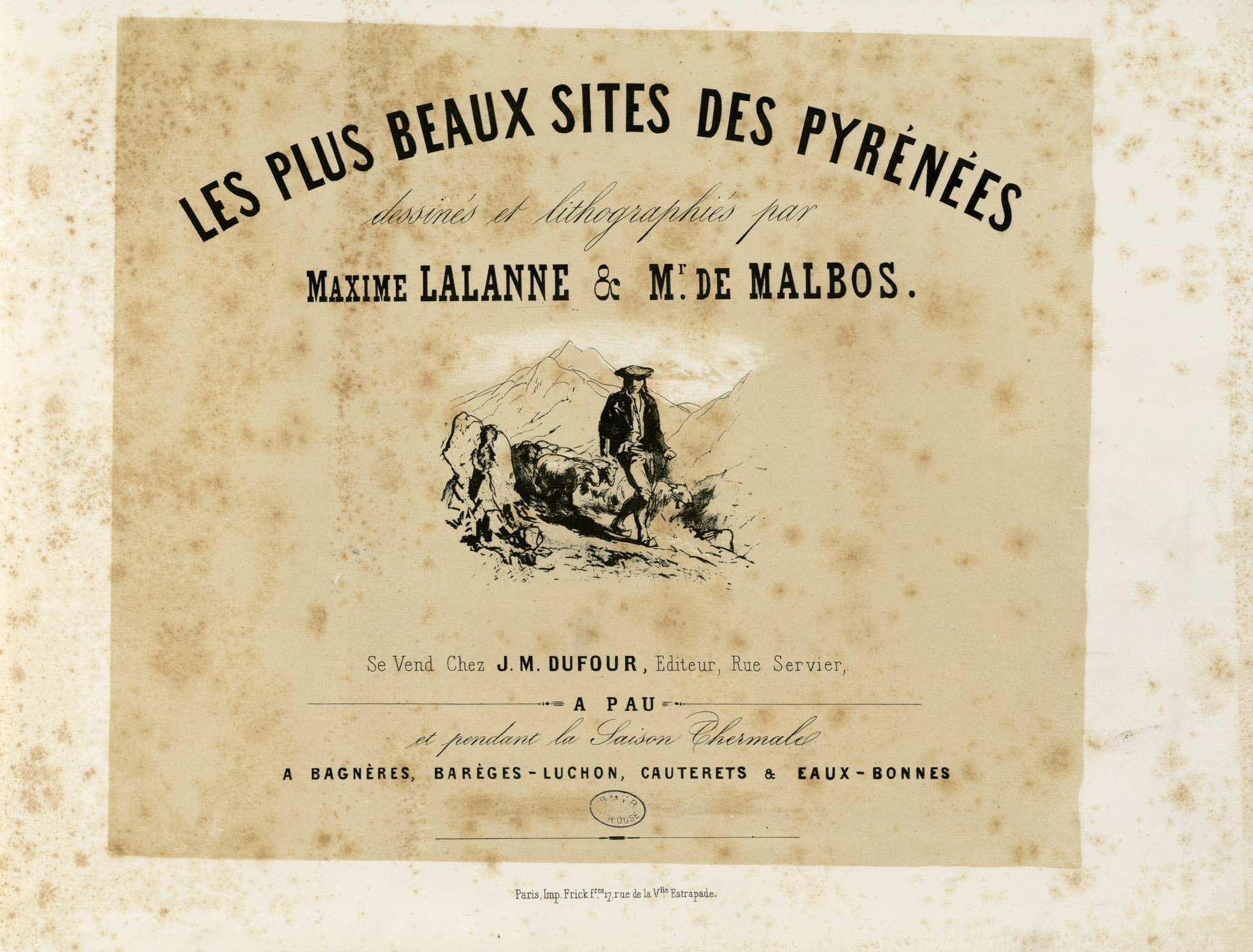
Les plus beaux sites des Pyrénées
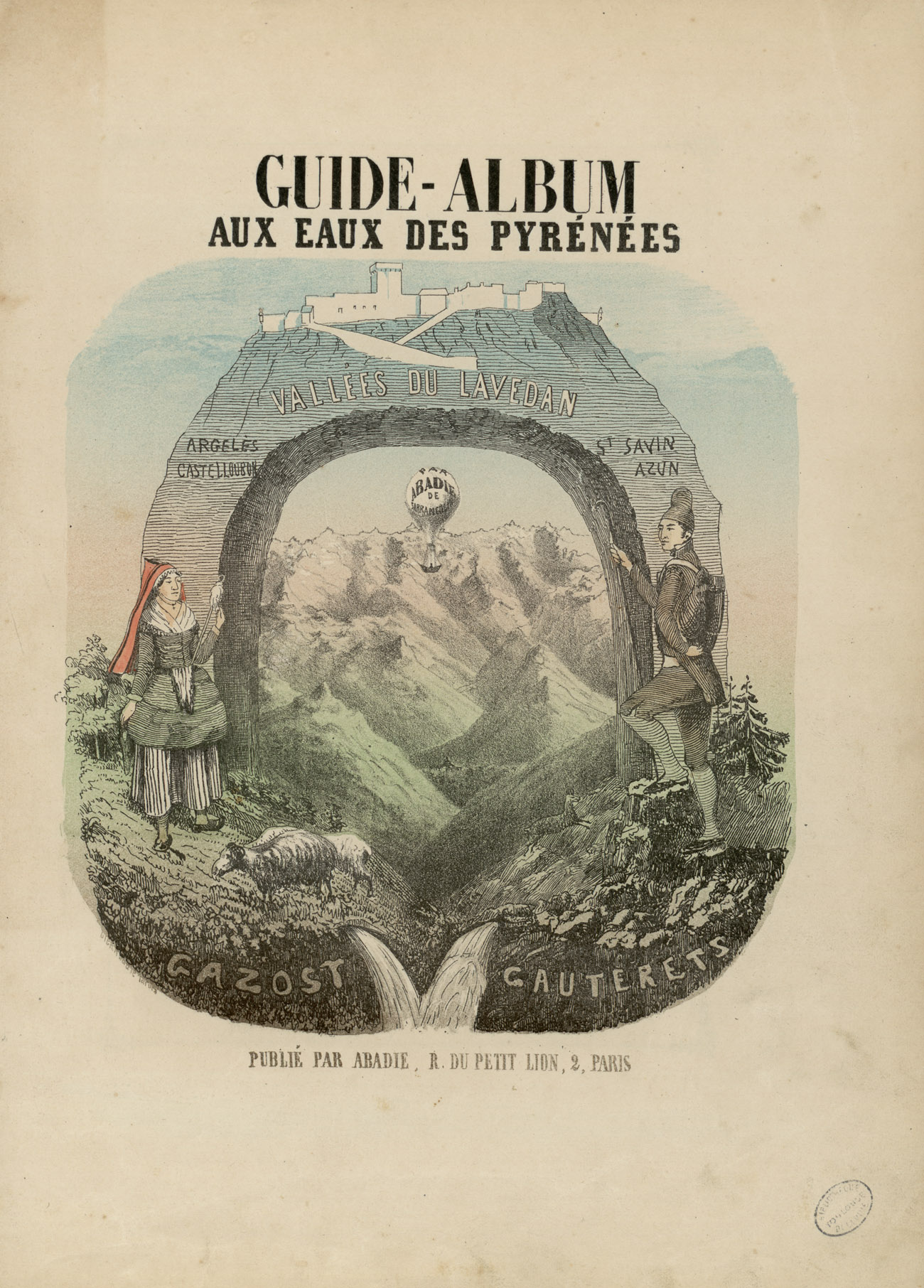
Guide-album aux eaux des Pyrénées, Vallées du Lavedan
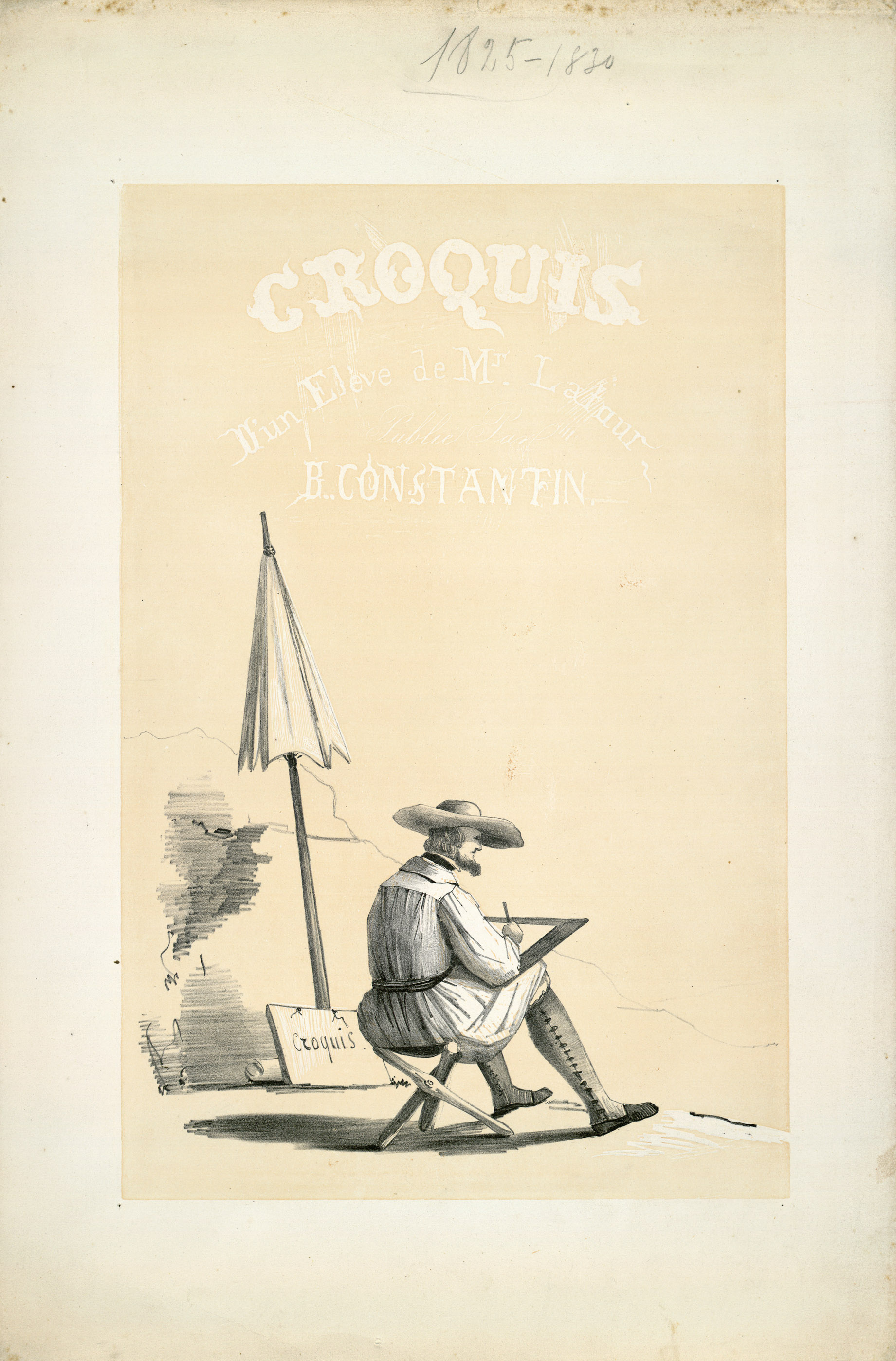
Croquis d'un élève de M. Latour